# 邯鄲市
邯鄲市（かんたん/ハンダン-し、簡体字: 邯郸、拼音: Hándān）は、中華人民共和国河北省南部に位置する地級市。京広線の沿線にあり、石炭業のほかセメント製造、鉄鋼業、紡績業、電子産業などが盛んであり、その交通の便から工業全体が伸びている。
戦国時代の趙の首府であり、日本ではとりわけ「邯鄲の夢」「邯鄲の歩み」の故事によって有名である。

## 地理
西には太行山脈がそびえ、そこから滏陽河（ふようが、海河水系子牙河の支流）が流れる。また南の河南省安陽市との間を漳河（しょうが、海河水系衛河の支流）が流れる。

## 歴史
邯鄲の地名の初見は『竹書紀年』にさかのぼることができる。地名の由来は『漢書』地理志中の張晏の注釈に従い邯鄲山とされる。この山は元来は邯山と称され、それに山脈の末端という意味の単が付随し「邯単」とされ、更に城郭が形成されたことによりオオザトが追加され「邯鄲」とされた。
神話時代、女媧が邯鄲の古中皇山で粘土で人を作ったという伝説がある。1万年前には既に旧石器文化が存在しており、古くより人類の活動があったことが認められる。都市が形成されたのは殷代であり、殷初には邢（現在の邢台市）、後に殷（現在の安陽市）に都城が設けられ、邯鄲は畿内とされていた。『竹書紀年』には殷末の帝辛（紂王）が邯鄲に「離宮別館」を建設したという記載がある。
周朝が成立すると衛国に属し、春秋時代には晋国の版図とされた。前500年（晋定公12年）には晋国正卿の趙鞅（趙簡子）により邯鄲を自己勢力下に置き、以降邯鄲は趙氏が世襲する領地となった。
戦国時代の前386年（趙敬侯元年）、趙の都城が中牟（現在の河南省鶴壁市山城区）より邯鄲に遷都されている。前228年（秦始皇19年）、秦軍が邯鄲を攻撃、趙王は秦に降伏し邯鄲は秦国の版図とされ、前221年（秦始皇26年）には秦が趙を滅ぼし、翌年に中国統一を達成すると、邯鄲県が設置され邯鄲郡の郡治とされた。秦末に発生した陳勝・呉広の乱では趙が復興された際、秦将章邯により趙が邯鄲に籠城することを回避すべく、占領後に邯鄲は徹底的に破壊された。
前203年（高祖4年）、漢朝が成立すると郡国制が採用され、張耳が趙王に任じられ、趙国の国治が襄国に設置され、常山・鉅鹿・邯鄲の3郡を管轄した。南西部には武始県がおかれた。しかし間もなく趙国は廃止となり、常山郡・鉅鹿郡・邯鄲郡に分割されている。前198年（高祖9年）、高祖は皇子である劉如意を趙王に封じ、邯鄲郡を趙国と改称し統治させた。この際に華麗な邯鄲宮が建設され、「富冠海内、天下名都」と称されるようになった。
後漢末の混乱期には、邯鄲県は各勢力による戦火の被害を受け衰退していく。213年（建安18年）、献帝は曹操を魏国公に封じ鄴城に建都すると政治・経済・文化の中心は鄴城に移り邯鄲県は魏郡の一般の県城とされた。221年（黄初2年）、魏により広平郡、晋の時代には再び魏郡の管轄とされている。南北朝時代には東魏により邯鄲県は廃止となり臨漳県に統合されたが、596年（開皇16年）に再設置されその後隋唐代を通じて邯鄲県は小県として洺州・磁州などの管轄とされていた。邯鄲が寂れる一方で、近くの大名府は宋代には副都となり河北の大都市となった。
明代になると1368年（洪武元年）に全国を13省に分割、邯鄲県は北直隷省広平府の管轄とされ、清朝もそれを沿襲名し直隷省広平府の管轄とされた。中華民国成立後は、1913年（民国2年）に広平府が廃止され、邯鄲県は直隷省冀南道、1928年（民国17年）には河北省の直轄とされた。
国共内戦の結果、中国共産党が邯鄲を実効支配するようになると1946年に邯鄲県城区に県級市の邯鄲市が設置されている。1949年3月には邯鄲市は邯鄲鎮に降格、同年8月に河北省人民政府が成立すると邯鄲専区が設置された。1952年12月22日、邯鄲鎮が再び県級市の邯鄲市に昇格、1953年には地級市、1954年には省轄市に昇格したが、1961年に県級市に降格、1983年に地区、県級市合併に伴い地級市としての邯鄲市が成立し現在に至る。
1980年代以降は改革開放政策に伴い急速な経済発展を遂げ、鉄鋼業などに燃料を供給する石炭業を中心に一大工業都市となった。また日用磁器生産では唐山市を抜き、中国北部最大の生産地となっている。しかし一方で、市の西の太行山脈に発し、市街地を貫いて北へ流れる滏陽河では、上流での過剰な取水と生活排水や工場廃水の投棄により断流や水質汚濁が起こり、重大な公害問題になっている。

### 始皇帝の故郷
邯鄲市は始皇帝の出身地でもある。秦は趙に対し人質として公子で、昭襄王の孫の子楚（後の荘襄王）を差し出したが、大商人呂不韋は子楚の非凡さを見抜き身元を救い出し、後に後見人として勢力を振るった。彼は自分の愛人を子楚に与え、生まれた子が政、後の始皇帝である（政の父が誰であるかについては始皇帝の項も参照）。始皇帝は生まれてまもなく秦と趙との戦いに巻き込まれ子楚が王になるまでの6年間邯鄲の富豪にかくまわれたという。趙を滅ぼした後一度だけ邯鄲に入城し、生母の敵たちを皆生き埋めにしたと伝わる。

## 行政区画
6市轄区・1県級市・11県を管轄する。
- 市轄区：
  - 叢台区・邯山区・復興区・峰峰鉱区・肥郷区・永年区
- 県級市：
  - 武安市
- 県：
  - 渉県・磁県・臨漳県・成安県・魏県・大名県・広平県・館陶県・邱県・曲周県・鶏沢県

| 邯鄲市の地図 |
| --- |
| 邯山区 叢台区 復興区 峰峰鉱区 肥郷区 永年区 臨漳県 成安県 大名県 渉県 磁県 邱県 鶏沢県 広平県 館陶県 魏県 曲周県 武安市 |

### 年表
この節の出典

#### 邯鄲専区(1949年-1960年)
- 1949年10月1日 - 中華人民共和国河北省邯鄲専区が成立。臨清市・大名県・魏県・曲周県・邱県・鶏沢県・肥郷県・広平県・成安県・臨漳県・磁県・武安県・渉県・永年県・邯鄲県・館陶県・臨清県が発足。(1市16県)
- 1949年11月 - 臨清市が鎮制施行し、臨清鎮となる。(16県1鎮)
- 1949年12月 - 邯鄲県の一部が分立し、邯鄲鎮が発足。(16県2鎮)
- 1950年2月6日 - 邯鄲鎮の一部が邯鄲県に編入。(16県2鎮)
- 1950年6月21日 - 磁県の一部が分立し、峰峰鉱区が発足。(1区16県2鎮)
- 1950年12月 - 武安県の一部が峰峰鉱区に編入。(1区16県2鎮)
- 1952年5月19日 - 峰峰鉱区が地級行政区の峰峰鉱区に昇格。(16県2鎮)
- 1952年10月24日 - 臨清県・館陶県・臨清鎮が平原省聊城専区に編入。(14県1鎮)
- 1952年11月8日 - 邯鄲鎮が市制施行し、邯鄲市となる。(1市14県)
- 1953年12月2日 (1市14県)
  - 磁県の一部が峰峰鉱区に編入。
  - 峰峰鉱区の一部が邯鄲県・磁県に分割編入。
- 1953年12月30日 - 邯鄲市が地級市の邯鄲市に昇格。(14県)
- 1954年3月30日 - 邯鄲県の一部が邯鄲市に編入。(14県)
- 1954年9月27日 (14県)
  - 邯鄲市の一部(小北堡村・高荘村・楊荘村・王荘村)が邯鄲県に編入。
  - 邯鄲県の一部(五十里舗村・叢家村・北張荘村・南二十里舗村・郭張荘村・河辺張荘村)が邯鄲市に編入。
- 1954年12月 - 磁県の一部が峰峰市に編入。(14県)
- 1955年2月15日 - 山西省楡次専区左権県の一部が武安県に編入。(14県)
- 1955年5月6日 - 成安県の一部が磁県、峰峰市に分割編入。(14県)
- 1955年7月25日 - 磁県の一部が峰峰市に編入。(14県)
- 1956年11月3日 - 磁県の一部が邯鄲市郊区に編入。(14県)
- 1957年11月6日 - 武安県の一部が渉県、邯鄲市峰峰鉱区に分割編入。(14県)
- 1957年11月 (14県)
  - 成安県の一部(後章村)が臨漳県に編入。
  - 臨漳県の一部(王耳営村・大善村)が成安県に編入。
- 1958年4月28日 - 邯鄲市、邢台専区邢台市・邢台県・任県・巨鹿県・威県・内邱県・隆堯県・南宮県・沙河県・南和県・広宗県・柏郷県・臨城県・清河県・平郷県を編入。邯鄲市が県級市に降格。(2市28県)
- 1958年12月20日 (1市9県)
  - 武安県が邯鄲市・渉県に分割編入。
  - 成安県・臨漳県が磁県に編入。
  - 魏県が大名県に編入。
  - 広平県が大名県・曲周県に分割編入。
  - 鶏沢県・邱県が曲周県に編入。
  - 肥郷県が永年県・曲周県に分割編入。
  - 邯鄲県が永年県・邯鄲市に分割編入。
  - 邢台市・沙河県が邢台県に編入。
  - 臨城県・隆堯県・柏郷県が内邱県に編入。
  - 平郷県・南和県・広宗県・任県が巨鹿県に編入。
  - 威県・清河県が南宮県に編入。
  - 磁県の一部が邯鄲市に編入。
  - 永年県の一部が曲周県に編入。
- 1959年2月 - 永年県の一部が邯鄲市に編入。(1市9県)
- 1959年3月14日 - 曲周県の一部が永年県に編入。(1市9県)
- 1959年7月16日 - 邯鄲市の一部が磁県に編入。(1市9県)
- 1960年4月30日 - 渉県の一部が邯鄲市に編入。(1市9県)
- 1960年5月3日 
  - 邯鄲市が地級市の邯鄲市に昇格。
  - 大名県・曲周県・磁県・渉県・永年県・邢台県・内邱県・南宮県・巨鹿県が邯鄲市に編入。

#### 峰峰鉱区
- 1952年11月6日 - 平原省安陽専区安陽県の一部を編入。(1区)
- 1953年12月2日 (1区)
  - 邯鄲専区磁県の一部(上官荘郷・泉頭郷・石橋郷の各一部)を編入。
  - 一部(胡裕村・流泉村)が邯鄲専区磁県に編入。
  - 一部が邯鄲専区邯鄲県に編入。
- 1954年12月30日 - 峰峰鉱区が地級市の峰峰市に昇格。

#### 邯鄲市(第1次)
- 1953年12月30日 - 邯鄲専区邯鄲市が地級市の邯鄲市に昇格。(1市)
- 1954年3月30日 - 邯鄲専区邯鄲県の一部が邯鄲市に編入。(1市)
- 1954年9月27日 (1市)
  - 一部(小北堡村・高荘村・楊荘村・王荘村)が邯鄲専区邯鄲県に編入。
  - 邯鄲専区邯鄲県の一部(五十里舗村・叢家村・北張荘村・南二十里舗村・郭張荘村・河辺張荘村)を編入。
- 1956年10月12日 - 峰峰市を編入。(1市)
- 1956年11月1日 - 市区・郊区・峰峰鉱区を設置。(3区)
- 1956年11月3日 - 邯鄲専区磁県の一部が郊区に編入。(3区)
- 1956年12月 - 峰峰鉱区の一部が郊区に編入。(3区)
- 1957年11月6日 - 邯鄲専区武安県の一部が峰峰鉱区に編入。(3区)
- 1958年4月28日 - 邯鄲市が邯鄲専区に編入。

#### 峰峰市
- 1954年12月 - 邯鄲専区磁県の一部を編入。(1市)
- 1955年5月6日 - 邯鄲専区成安県の一部を編入。(1市)
- 1955年7月25日 - 邯鄲専区磁県の一部を編入。(1市)
- 1956年10月12日 - 峰峰市が邯鄲市に編入。

#### 邯鄲市(第2次)
- 1960年5月3日 - 邯鄲専区邯鄲市が地級市の邯鄲市に昇格。市区・峰峰鉱区・武安鉱区が成立。(3区9県)
  - 邯鄲専区大名県・曲周県・磁県・渉県・永年県・邢台県・内邱県・南宮県・巨鹿県を編入。
- 1961年5月23日 - 邯鄲市が邯鄲専区に降格。

#### 邯鄲地区(1961年-1993年)
- 1961年5月23日 - 邯鄲市が邯鄲専区に降格。(1市5県)
  - 市区・峰峰鉱区・武安鉱区が合併し、県級市の邯鄲市が発足。
  - 邢台県・内邱県・南宮県・巨鹿県が邢台専区に編入。
- 1961年7月9日 (1市10県)
  - 邯鄲市・渉県の各一部が合併し、武安県が発足。
  - 磁県の一部が分立し、成安県・臨漳県が発足。
  - 大名県の一部が分立し、魏県が発足。
  - 曲周県の一部が分立し、肥郷県が発足。
  - 永年県の一部が肥郷県に編入。
- 1961年9月18日 - 邯鄲市の一部が磁県に編入。(1市10県)
- 1961年10月 - 邯鄲市の一部が磁県に編入。(1市10県)
- 1961年11月 - 武安県の一部が邯鄲市に編入。(1市10県)
- 1962年3月27日 (1市13県)
  - 曲周県の一部が分立し、鶏沢県・邱県が発足。
  - 肥郷県の一部が分立し、広平県が発足。
- 1962年3月 - 永年県の一部が邯鄲市に編入。(1市13県)
- 1962年5月17日 - 魏県の一部が広平県に編入。(1市13県)
- 1962年5月24日 - 広平県の一部が肥郷県に編入。(1市13県)
- 1962年10月20日 - 邯鄲市・永年県の各一部が合併し、邯鄲県が発足。(1市14県)
- 1964年12月5日 - 邯鄲市の一部が邯鄲県・磁県・武安県に分割編入。(1市14県)
- 1965年3月12日 - 山東省聊城専区館陶県を編入。(1市15県)
- 1968年1月 - 邯鄲専区が邯鄲地区に改称。(1市15県)
- 1980年 - 邱県が丘県に改称。(1市15県)
- 1983年11月15日 (14県)
  - 邯鄲市が地級市の邯鄲市に昇格。
  - 邯鄲県が邯鄲市に編入。
- 1986年4月5日 - 武安県が邯鄲市に編入。(13県)
- 1993年6月19日 - 臨漳県・大名県・成安県・渉県・磁県・肥郷県・永年県・丘県・鶏沢県・広平県・館陶県・魏県・曲周県が邯鄲市に編入。

#### 邯鄲市(第3次)
- 1983年11月15日 - 邯鄲地区邯鄲市が地級市の邯鄲市に昇格。邯山区・叢台区・復興区・郊区・峰峰鉱区が成立。(5区1県)
  - 邯鄲地区邯鄲県を編入。
- 1986年4月5日 (4区2県)
  - 邯鄲地区武安県を編入。
  - 郊区が叢台区・復興区・邯山区に分割編入。
- 1986年5月10日 - 邯鄲県の一部が復興区に編入。(4区2県)
- 1988年9月1日 - 武安県が市制施行し、武安市となる。(4区1市1県)
- 1993年6月19日 - 邯鄲地区臨漳県・大名県・成安県・渉県・磁県・肥郷県・永年県・丘県・鶏沢県・広平県・館陶県・魏県・曲周県を編入。(4区1市14県)
- 1996年10月10日 - 丘県が邱県に改称。(4区1市14県)
- 2014年9月9日 - 邯鄲県の一部が復興区に編入。(4区1市14県)
- 2016年9月14日 (6区1市11県)
  - 肥郷県が区制施行し、肥郷区となる。
  - 永年県の一部が分立し、永年区が発足。
  - 邯鄲県が邯山区・叢台区に分割編入。
  - 磁県の一部が邯山区・復興区に分割編入。
  - 永年県の残部が叢台区に編入。

## 教育
- 河北工程学院

## 古跡・観光地
- 趙王城跡

市の南西にあり、宮殿建築群の基壇が残っている。
- 武霊叢台

趙の時代に軍や歌舞の観閲のために建造されたが、眺めがよく後に楼閣が建てられ、多くの漢詩にうたわれた。
- 黄粱夢呂仙祠

街外れにある楼閣で、『邯鄲の夢』（黄粱夢）に出てくる道士・呂翁を祀る。
- 毛遂墓

趙の平原君の食客で、「嚢中の錐」「毛遂自薦」の語源となる人物である毛遂の墓。永年区に存在。当地とは別に山東省棗荘市滕州市にも、毛遂墓が存在する。
- 響堂山石窟
- 趙苑
- 媧皇宮
- 広府鎮（永年区）

明代の広平府の中心地で、城郭都市がよく保存されている。太極拳の発祥の地でもある。

## 交通
古代は要衝の一つであったが、近代ではその重要度が低下した為、整備が遅れがちではあったが、近年になって漸く整ってきた。

### 鉄道路線
域内には京広高速鉄道、京広線、邯長線、邯済線、邯黄線（建設中）、沙午線、馬磁線、陽渉線等が通る。主な駅は以下の通り
- 中国鉄路総公司（CR、中国国鉄）
  - 京広高速鉄道
    - 邯鄲東駅（中国語版） - 当駅から省都の石家荘駅の間は40〜50分[3]、北京西駅の間は2時間前後[4]である。

  - 京広線
    - 臨洛関駅（中国語版） - 黄粱夢駅（中国語版） - 邯鄲駅 - 邯鄲南駅 - 馬頭駅（中国語版） - 磁県駅（中国語版） - 講武城駅（中国語版）

  - 邯長線
    - 邯鄲駅 - 康城 - 武安 - 午汲 - 磁山 - 磁西 - 徘徊北 - 新固鎮 - 什里店 - 陽邑 - 豆荘 - 東戌 - 偏店 - 井店 - 渉県 - 懸鐘

  - 邯済線
    - 邯鄲南駅 - 広平 - 冠県 - 聊城北 - 聊城東

### 道路
高速道路
- 京港澳高速道路、青蘭高速道路（中国語版）、大広高速道路

一般国道
- G106国道（中国語版）、G107国道、G309国道

### 空港
邯鄲空港 - 邯鄲市磁県
邯鄲市街地より南西に約11kmのところにある。現在上海、大連、重慶、広州、杭州等からの便が就航している。

## 故事
- 邯鄲の歩み
- 邯鄲の夢

## 姉妹都市
- 佐伯市（日本大分県）1994年4月3日友好都市提携。